# Гора Галаксія
Гора Галаксія (лат. Galaxius Mons) — це гора у квадранглі Cebrenia на планеті Марс, розташована за координатами 34.76 пн. ш., та 217.69 зх. д.. Її діаметр становить близько 22 км,, а висота — 3 км над навколишнім тереном..
Свою назву вона отримала від класичної деталі альбедо. Раніше для її позначення використовували неофіційну назву Hrad Ridge («кряж Град», оскільки через свою видовженість вона виглядає не як окрема гора, а саме як кряж). Вчені припускають, що гора виникла внаслідок підземного виверження, спричиненого взаємодією водного льоду та лави, яка й утворила масив гори. Якщо це справді так, то товщина льодяного покриву у цьому регіоні мала бути щонайменше такою ж, як і висота самої гори..